# YUBA liga 1952
La YUBA liga 1952 è stata l'8ª edizione del massimo campionato jugoslavo di pallacanestro maschile. La vittoria finale è stata ad appannaggio della Stella Rossa.

## Regular season
|    | Squadra               | G | V | N | P | PF  | PS  | Pt. |
| -- | --------------------- | - | - | - | - | --- | --- | --- |
| 1. | Stella Rossa Belgrado | 3 | 3 | 0 | 0 | 156 | 115 | 6   |
| 2. | Proleter Zrenjanin    | 3 | 2 | 0 | 1 | 136 | 132 | 4   |
| 3. | Partizan Belgrado     | 3 | 1 | 0 | 2 | 104 | 131 | 2   |
| 4. | Mladost Zagabria      | 3 | 0 | 0 | 3 | 137 | 155 | 0   |

| YUBA liga 1952         |
| ---------------------- |
| Stella Rossa 7º titolo |

## Formazione vincitrice
| N° | Naz.                  | Ruolo | Sportivo           |  | Alt. |  |
| -- | --------------------- | ----- | ------------------ |  | ---- |  |
|    | Jugoslavia (bandiera) |       | Milorad Sokolović  |  |      |  |
|    | Jugoslavia (bandiera) |       | Borislav Ćurčić    |  |      |  |
|    | Jugoslavia (bandiera) |       | Ladislav Demšar    |  |      |  |
|    | Jugoslavia (bandiera) |       | Aleksandar Gec     |  |      |  |
|    | Jugoslavia (bandiera) |       | Srđan Kalember     |  |      |  |
|    | Jugoslavia (bandiera) |       | Dragan Godžić      |  |      |  |
|    | Jugoslavia (bandiera) |       | Milan Bjegojević   |  |      |  |
|    | Jugoslavia (bandiera) |       | Branko Nešić       |  |      |  |
|    | Jugoslavia (bandiera) |       | Ðorđe Andrijašević |  |      |  |
|    | Jugoslavia (bandiera) |       | Borko Jovanović    |  |      |  |
|    | Jugoslavia (bandiera) | All.  | Nebojša Popović    |  |      |  |